# Adéla Špaljová
Adéla Špaljová (25. prosince 1976 Praha) je česká filmová střihačka, režisérka a scenáristka známá především svou dokumentární tvorbou.

## Život a dílo
Narodila se 25. prosince v Praze. Jejím otcem je mistr zvuku Ivo Špalj.
V českém filmovém průmyslu působí od roku 1996. Začínala na pozicích filmového skriptu a asistenta střihu. Nyní působí hlavně jako střihačka, příležitostně také jako režisérka a scenáristka.
Studium oboru filmová a televizní střihová skladba zakončila roku 2002 na Filmové a televizní fakultě Akademie múzických umění v Praze. Dosáhla vysokoškolského titulu MgA.
Podílela se na vzniku mnoha českých i zahraničních snímků. Jako střihačka je spojována převážně s dokumentárním filmem, ale i s tím animovaným, s reklamní tvorbou, videoklipy a krátkými hranými snímky.
Opakovaně spolupracovala s Českou televizí např. na pořadech 13. komnata, StarDance, Queer, Na cestě a Příběhy slavných.
Její společensko-kritický snímek z roku 2021 Nebe (spolurežie Tomáš Etzler) pojednávající o čínském křesťanském sirotčinci pro handicapované děti byl nominován v roce 2022 na cenu za nejlepší dokumentární film při příležitosti 29. ročníku ankety Český lev. Nominaci neproměnil. Za film rovněž v tom samém roce obdržela Cenu Moc bezmocných udělovanou v rámci Audiovizuálních cen Trilobit.

## Filmografie

### Střih (výběr)
- Mechanika (2002)
- Zachraňte Edwardse (2010)
- Fimfárum do třetice všeho dobrého 3D (2011)
- Miluj mě, jestli to dokážeš (2016)
- Nerodič (2017)
- Chci tě, jestli to dokážeš (2019)
- Jiří Trnka: Nalezený přítel (2019)
- Nebe (2021)
- Jezevec Chrujda (2022)

### Scénář
- Kino (1999)
- Queer (2015)
- Nebe (2021)

### Režie
- Kino (1999)
- Na cestě (2007-2008)
- Queer (2015)
- Dokolakolem: Daleká cesta (2016)
- Nebe (2021)